# Łódź Summer Festival
Łódź Summer Festival – bezpłatny trzydniowy festiwal muzyczny, organizowany od 2023 roku w Łodzi, z okazji jubileuszu urodzin miasta, w rocznicę nadania mu praw miejskich. Festiwal jest organizowany przez Łódzkie Centrum Wydarzeń Urzędu Miasta Łodzi i wspierany przez mBank.
Pierwsza edycja odbyła się w 2023 roku, z okazji jubileuszu 600-lecia miasta Łodzi, gromadząc około miliona uczestników. Od tego czasu festiwal jest organizowany rokrocznie, w ostatni weekend lipca.

## Historia
- 2023 – I edycja, 28–30 lipca, lokalizacja w centrum miasta; wystąpili m.in. Franz Ferdinand, Tom Odell, OKI, Otsochodzi, Young Igi, Bedoes, Pezet, Natalia Szroeder, bryska, Sorry Boys, Igo, Artur Rojek, Pidżama Porno, Cool Kids of Death, L.Stadt, Hedone, Heima, Bruklin, 5000 lat, mona polaski, Black Radio, Bielas i Marynarze, Margaret, Kult, Strachy na Lachy, Kayah, Dawid Kwiatkowski, Ignacy, Błażej Król, Lemon[3].
- 2024 – II edycja 26–28 lipca, lokalizacja w centrum miasta; mBank po raz drugi jako partner strategiczny sceny. W tej edycji wystąpili Milky Chance, Smolasty, White 2115, Błażej Król, Nosowska, Placebo, PRO8L3M, Kukon, Zalewski, Fisz Emade Tworzywo, Mery Spolsky, Bajm, Kizo, Young Leosia, Röyksopp, Brodka, Lady Pank, Oskar Cyms[4].
- 2025 – III edycja 25–27 lipca, lokalizacja – Błonia Łódzkie (ul. Konstantynowska 96). Line-up obejmuje: Shaggy, Louis Tomlinson, Kult, Doda, Sobel, Oki, London Grammar, Bambi, Cool Kids of Death, Tribbs, Lia Sky, Mrozu, T.Love, Ich Troje, Tomasz Makowiecki, Coma, Tatiana Okupnik, Skalpel[5][6].

## Organizacja i charakterystyka
Festiwal jest bezpłatny – nie wymaga biletów ani rejestracji. W 2025 roku MPK Łódź wprowadziło darmowy transport festiwalowy. Podczas edycji 2025 powstały dwie sceny (główna i namiotowa), pole namiotowe, strefa gastronomiczna, strefy relaksu i aktywności sponsorów.